# 新赖奇欣斯克
新赖奇欣斯克（羅馬化：Novoraychikhinsk）是俄罗斯阿穆尔州的市级镇，属普罗格列斯城市区，位于布列亚河支流基夫达河（Кивда）畔。
该地2021年有人口1,804人；2010年人口2,143；2002年人口2,948；1989年人口3,756。